# L'assassino è ancora tra noi
Pour plus de détails, voir Fiche technique et Distribution.
L'assassino è ancora tra noi est un giallo italien réalisé par Camillo Teti et sorti en 1986.
Il est librement inspiré des crimes du tueur en série italien connu sous le nom de « Monstre de Florence ».

## Synopsis
Cristiana Marelli, étudiante romaine en criminologie à Florence, a choisi comme sujet de thèse le meurtre du « Monstre de Florence » en 1974 et a suivi l'enquête policière sur le tueur afin de mieux cerner sa personnalité. La curiosité de la jeune fille pour cette affaire l'amène bientôt à décider de mener sa propre enquête, bien que plusieurs personnes (la police, son propre professeur) lui aient conseillé de laisser tomber cette histoire et de faire sa thèse sur un autre sujet. Au cours de son enquête, Cristiana rencontre un jeune médecin légiste, Alex, avec qui elle entame une relation amoureuse. Même Alex n'est pas du tout enthousiaste à l'idée que Cristiana s'intéresse autant à l'histoire du Monstre et invite à plusieurs reprises sa fiancée à se désister, mais Cristiana est désormais trop absorbée par l'affaire. Dirigée vers un bar de l'arrière-pays florentin, La Taverna del Diavolo, repaire bien connu de voyeurs, Cristiana parvient à prendre part à l'une de leurs expéditions nocturnes ; le gérant du bar semble détenir des informations importantes sur l'affaire, mais avant de pouvoir les confier à la jeune fille, il est sauvagement assassiné. Cristiana se retrouve bientôt dans une spirale désagréable et inquiétante de harcèlement, d'appels téléphoniques menaçants et de visites nocturnes non désirées dans son appartement. La jeune fille commence à soupçonner tous ceux qui l'entourent, y compris Alex, qui montre plus d'une fois une attitude ambiguë et mystérieuse, tandis que le tueur en série continue sans être inquiété à faire d'autres victimes.

## Fiche technique
- Titre original italien : L'assassino è ancora tra noi[1]
- Réalisateur : Camillo Teti
- Scénario : Camillo Teti, Ernesto Gastaldi, Giuliano Carnimeo
- Photographie : Giuseppe Bernardini
- Musique : Detto Mariano
- Effets spéciaux : Roberto Pace (it)
- Décors : Enrico Fiorentini
- Costumes : Titus Vossberg (it)
- Maquillage : Gino Zamprioli
- Société de production : Orchidea Film
- Pays de production :  Italie
- Langue originale : italien
- Format : Couleurs - 1,66:1 - Son mono - 35 mm
- Durée : 83 minutes
- Genre : Giallo
- Date de sortie :
  - Italie : 7 février 1986

## Distribution
- Mariangela D'Abbraccio (it) : Cristiana Marelli

- Giovanni Visentin (it) : Alex

- Luigi Mezzanotte (it) : Dr Franco Benincasa

- Roberto Sanna : le médium

- Riccardo Parisio Perrotti

- Bruno Minniti (it)

- Yvonne D'Abbraccio

- Francesco Capitano

- Oresto Antonio Rotundo

- Silvia D'Agostini

- Fabio Carfora

- Franco Adducci

- Marco Bertini